# Melissodes agilis
Melissodes agilis es una especie de abeja del género Melissodes, tribu Eucerini, familia Apidae. Fue descrita científicamente por Cresson en 1878.

## Descripción
Mide 11 milímetros de longitud.

## Distribución
Se distribuye por América Central y del Norte.